# Notophysis stuhlmanni
Notophysis stuhlmanni är en skalbaggsart som först beskrevs av Hermann Julius Kolbe 1894.  Notophysis stuhlmanni ingår i släktet Notophysis och familjen långhorningar.
Artens utbredningsområde är Gabon. Inga underarter finns listade i Catalogue of Life.